# 套里庄乡
套里庄乡，是中华人民共和国河北省张家口尚义县下辖的一个乡镇级行政单位。

## 行政区划
套里庄乡下辖以下地区：
套里庄村、三里庄村、西城窑村、洗马林窑村、小坝子村、缸房厂村、元卜洞村、小井洼村、小山井沟村和小西沟村。